# Rešetari
Rešetari (srbsky Решетари, maďarsky Resetár) je vesnice a správní středisko stejnojmenné opčiny v Chorvatsku v Brodsko-posávské župě. Nachází se v údolí mezi pohořími Psunj a Požeška gora, asi 3 km východně od Nové Gradišky a asi 51 km severozápadně od Slavonského Brodu. V roce 2011 žilo v Rešetarech 2 450 obyvatel, v celé opčině pak 4 753 obyvatel. Rešetari jsou de facto předměstím města Nova Gradiška.
Součástí opčiny je celkem sedm trvale obydlených vesnic.
- Adžamovci – 612 obyvatel
- Brđani – 252 obyvatel
- Bukovica – 152 obyvatel
- Drežnik – 464 obyvatel
- Gunjavci – 424 obyvatel
- Rešetari – 2 450 obyvatel
- Zapolje – 399 obyvatel

Opčinou procházejí státní silnice D51, D313 a D316 a župní silnice Ž4142, Ž4143, Ž4158, Ž4159, Ž4178 a Ž4179. Jižně též prochází dálnice A3. Vesnicí protéká potok Rešetarica, který je přítokem řeky Sávy.